# جورج دوغلاس هاميلتون
جورج دوغلاس هاميلتون (بالإنجليزية: George Douglas Hamilton)‏ هو فلاح نيوزيلندي، ولد في 15 يوليو 1835، وتوفي في 29 نوفمبر 1911.